# 村咲数馬
村咲 数馬（むらさき かずま、1963年3月13日  - 2008年12月2日）は、日本の小説家。山形県出身。東洋大学卒業。銀行員、漫画編集者などを経て作家に。
時代小説、歴史小説、官能小説を主に執筆していた。本名：荒井和彦。2004年、『隠し人炎斬り 不知火半兵衛闇始末』でデビューする。別のペンネームに甘粕 蜜彦（あまかす みつひこ）があり、官能小説家としては2001年に『母子相姦 禁忌の受精』（グリーンドア文庫）でデビューしている。
- 日本推理作家協会会員

## 作品一覧

### 村咲 数馬名義
- 隠し人炎斬り（2004）
- 隠し人無情剣（2004）
- 夢太郎色暦（2004）
- 隠し人斬雪剣（2004）
- 春の虹（2005）
- 夏ほたる（2005）
- 秋つばめ（2005）
- 闇の恋唄 占い屋福兵衛禊ぎ払い（2006）
- たそがれ右京花暦（2006）
- 稲妻剣（2007）
- 菊の雫（2007）
- 嘘屋絵師 国芳必殺絵巻流し（2008）
- 嘘屋絵師 鶴寿必殺狂歌送り（2008）
- 嘘屋絵師 金四郎必殺大刀返し（2008）

### 甘粕 蜜彦名義
- 母子相姦禁忌の受精（2001）
- 院内感染悪徳の病癖（2002）
- 鍵師・耕介（2003）